# Man Mocked by Two Women
Man Mocked by Two Women hoặc là Women Laughing hay (Tiếng Tây Ban Nha: Dos Mujeres y un hombre) or The Ministration (Tiếng Tây Ban Nha: Dos Mujeres Y Un Hombre) là những tên gọi khác nhau được đặt cho bức vẽ và chúng có khả năng được hoàn thành giữa những năm 1820–1823 bởi họa sĩ  Francisco Goya của Tây Ban Nha
Đây là một trong số 14 bức tranh thuộc Black Paintings của Goya's, đây là tuyển tập các bức tranh được tạo ra trong sự tuyệt vọng của tác giả trước khi kết thúc cuộc đời mình, chúng được treo khắp nhà của ông và ở mọi căn phòng, Quinta del Sordo, nó chứa đựng sự áp bức của tác giả phải gánh chịu, nụ cười giả tạo và gượng ép được tô đậm bởi cảm xúc và cách sử dụng màu sắc. Bức tranh cho chúng ta thấy hai người phụ nữ với nụ cười toan tính, khinh bỉ và đầy ác ý bên cạnh nụ cười vô lo của người đàn ông lúc tay phải của ông ấy đang ở vùng kín. Mặc dù là người đàn ông tình nguyện làm nhưng dường như người phụ nữ rất thích cách mà anh ta làm những hành động thỏa mãn của mình. Không có bất kỳ một văn bản hay lời nhắn nào của ông được để lại về nội dung cụ thể của bức tranh, tất cả những điều trên đều được các nhà phê bình đánh giá và ghi nhận.
Bộ ảnh Black Paintings được trưng bày ở Museo del Prado, Madrid.

## Lý lịch
Ở tuổi 75, ông sống một mình trong tuyệt vọng, chịu sự đau đớn, cô đơn cả về tinh thần lẫn thể xác, Ông hoàn thành một mình 14 bức tranh Black Paintings, ông đã hoàn thành đề tài lớn nhất của đời mình, chúng được vẽ bằng sơn dầu trực tiếp lên các bức tường thạch cao trong ngôi nhà ông đang sống ở ngoại ô Madrid. Goya không có ý định công bố bất kỳ bức tranh nào trong số những bức tranh này ra bên ngoài; tuy từng ở trên đỉnh cao của danh vọng và sự nghiệp bằng những kỹ năng thượng thừa về nghệ thuật, nó giúp ông có được vị trí quan trọng trong hoàng gia. Nhưng thời gian đó không kéo dài, những đợt xảy thai liên tiếp sảy ra với vợ của ông, và rồi căn bệnh hiểm nghèo đổ tới lấy mất đôi tai của người họa sĩ. từ đây phong cách hội họa của ông đã dần đến tối nhất, nét vẽ mộng mơ đã mất, thay vào đó là cách nhìn bi quan, đầu óc ông như được khai sáng bởi những hiện thực hiển nhiên hà khắc xảy ra ngay trước mắt. đường nét mộc mạc và nội dung đỉnh cao của sự tối tăm. Mặc dù ngày nay chúng được coi là một trong những tác phẩm để đời trong cuộc đời cô đơn của ông, nhưng nó phải chỉ được khai quật sau khi ông ấy chết gần 50 năm, ở những năm 1874.

## Phân tích
Tác phẩm cho thấy ba nhân vật, thường được cho là hai phụ nữ giống như một phù thủy và một người đàn ông,

họ quấn vào nhau trên nền đen và ánh sáng từ phía trước bên trái là hướng chủ đạo cho cách nhìn của tấm ảnh.Tác phẩm thoạt nhìn rất vô nghĩa và ám ảnh nếu ta không phân tích kỹ. Bối cảnh không cụ thể hoặc tồn tại bất kỳ chi tiết hay dữ liệu nào được đưa ra về việc những người này có thể là ai, họ đang làm gì, hay nơi đây là đâu. Các nhân vật có thể được dự đoán đúng,đối diện với người xem, thường được coi là nam giới. Tay anh vòng quanh háng và trông anh ta có vẻ như đang thủ dâm, phơi bày dục vọng hoặc đơn giản là bị bệnh tâm thần.Theo như nhà phê bình Fred Licht, "Nụ cười nham hiểm trên khuôn mặt của họ chắc chắn có vẻ như là một sự ép buộc tình dục".

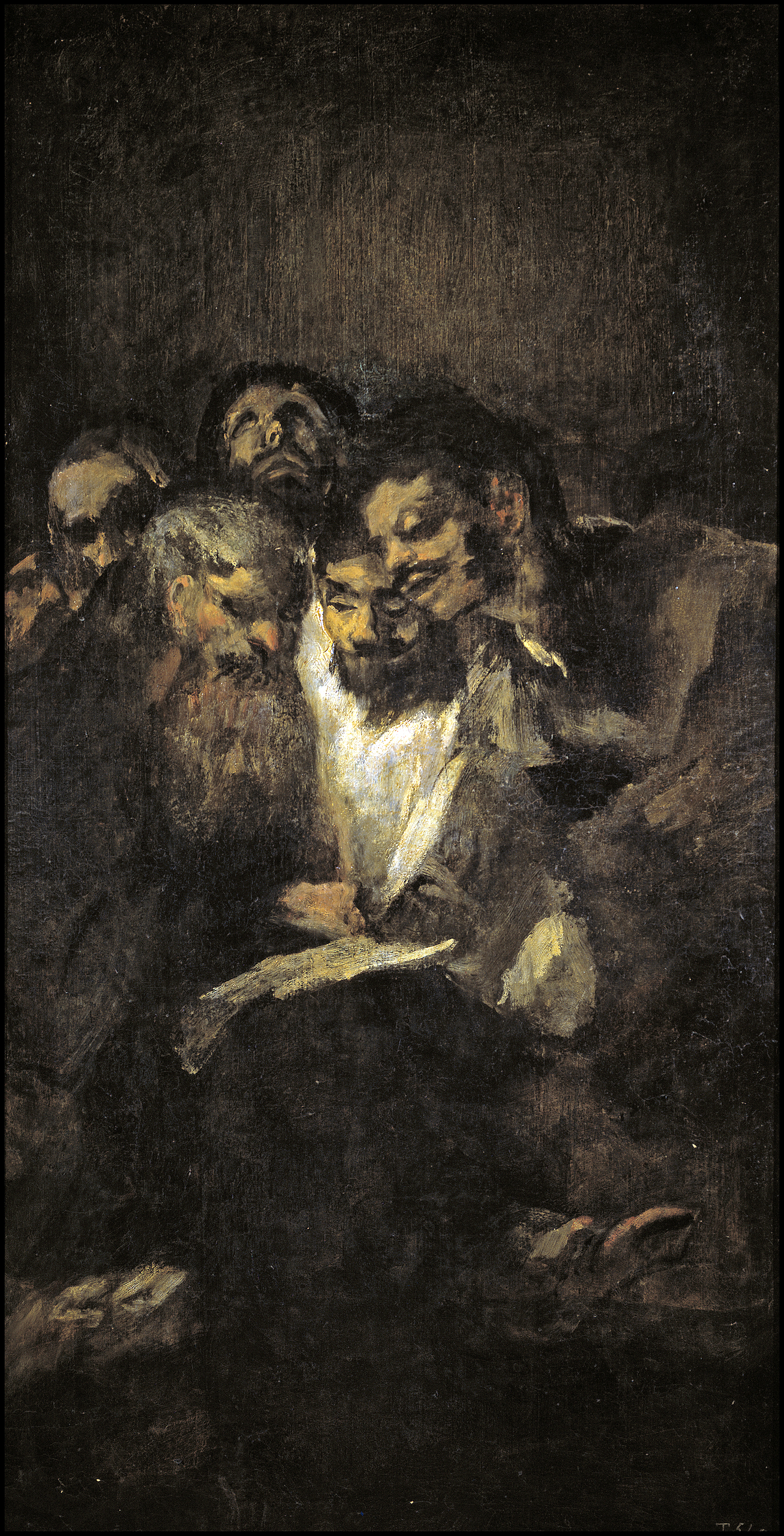
Men Reading thường được xem là một tác phẩm, một đối tác nam của Two Women, và có thể được nhìn thấy với khả năng ngang nhau về cảnh nhiều người bị bắt gặp trong hành vi thủ dâm; trong trường hợp này chính là thủ dâm tập thể.

Hai người phụ nữ trông có vẻ giống gái mại dâm, cái liếc mắt với những biểu hiện nhạo báng và những nụ cười nham hiểm rộng tới mang tai, nó giống như bỏ qua sự hiện diện của người đàn ông. Một số nhà phê bình đã suy đoán rằng,người phụ nữ bên trái tấm hình đã được che giấu bớt đi, ông che giấu sự thật rằng người phụ nữ ở phía bên trái cũng đang thủ dâm. Dẫn chứng cụ thể cho quan điểm này rút ra từ nụ cười và biểu cảm lạ trên cả khuôn mặt của phụ nữ, biểu cảm này cũng có nét tương tự như của người đàn ông. Theo như nhà phê bình Licht "Trong bức tranh này tồn tại một sự tự chế diễu, tồn tại sự giống nhau giữa người cô đơn mắc hội chứng thích trần truồng(Mục đích của người đàn ông chính là thu hút sự chú ý của hai người phụ nữ kia) và người tác giả cũng tự nhốt mình mà không xấu hổ hay gò bó, người cũng cam chịu bị ruồng bỏ vì nhu cầu của bản thân.
Giống như hầu hết các tác phẩm khác trong sê-ri, X-quang cho thấy khung vẽ đã được sơn lại và làm lại trước khi phiên bản cuối cùng được xuất hiện. Vị trí của bàn tay của nhân vật quan trọng nhất đã thay đổi, và có thể hai nhân vật nữ, trong phiên bản đầu, cho thấy việc đọc một cuốn sách nằm trên đầu gối của một người đàn ông. Licht chú thích rằng:"Cách tiếp cận này rất mâu thuẫn đối với tình dục trong nhiều tác phẩm của Goya; trong khi anh ta vô cảm và thực tế "đến mức thô bỉ", việc miêu tả nhân vật thì chúng ta có thể dự đoán là người đàn ông này thực chất rất nhút nhát, dè dặt, và gần như thận trọng trong việc miêu tả các cảnh tình dục, thường che giấu hoặc che khuất bộ phận sinh dục, ngay cả trong các mô tả của ông về các nhân vật nam trần truồng trong các bản khắc ở The Disasters of War 
Mặc dù 14 bức tranh trong bộ không liên kết theo chủ đề, nhưng chúng có chung đặc điểm. Tất cả các bức tranh đều mang màu sắc u tối và ảm đạm; Goya bắt đầu với một lớp sơn đen dày phủ lên trên, tiếp theo là khắc các hình với màu sáng hơn của màu trắng, màu xám, xanh lam và xanh lục. Như với công việc hiện tại, chúng được vẽ bằng những nét cọ rộng.. và cách vẽ này của tác giả, Tạo sự đặc biệt cho khoang miệng. Women Laughing thường được xem là một mảnh ghép với bức Men Reading; cả hai đều thẳng đứng thay vì ngang và quy mô nhỏ hơn các công trình khác. Chúng đều ít tối hơn theo chủ đề so với các tác phẩm khác trong sê-ri, mặc dù màu sắc của nó tối hơn rất nhiều.

Vào những năm 1828–1830, bức Women Laughing nằm đối diện bức Men Reading trên các bức tường nhỏ hơn của tầng trên của Quinta. Ngày nay nó nằm tại Museo del Prado, Madrid.

## Bibliography
- Connell, Evan S. Francisco Goya: A Life. New York: Counterpoint, 2004. ISBN 1-58243-307-0
- Junquera, Juan José. The Black Paintings of Goya. London: Scala Publishers, 2008. ISBN 1-85759-273-5
- Hagen, Rose-Marie & Hagen, Rainer. Francisco Goya, 1746–1828. Taschen, 2003. ISBN 3-8228-1823-2
- Hughes, Robert. Goya. New York: Alfred A. Knopf, 2004. ISBN 0-394-58028-1
- Licht, Fred. Goya: The Origins of the Modern temper in Art. Universe Books, 1979. ISBN 0-87663-294-0